# Progressive Enterprises
Progréssive Énterprises Límited — дочерняя компания австралийской розничной компании Woolworths Group, функционирующая в Новой Зеландии.
Progressive Enterprises является одной из крупнейших компаний-ретейлеров в Новой Зеландии, торгующих продуктами питания. Оборот компании за 2012 финансовый год составил 5522 млн новозеландских долларов.
Наряду с крупнейшей продовольственной компанией Foodstuffs, занимавшей в 2009 году 57 % рынка Новой Зеландии, Progressive Enterprises образует дуополию на рынке продуктов питания.
Предыдущими владельцами Progressive Enterprises были австралийские компании Coles Myer (с марта 1988 по октябрь 1993) и Foodland Associated Limited (c октября 1993 по ноябрь 2005).
Woolworths Limited в лице Progressive Enterprises является владельцем 10 % акций The Warehouse Group, крупнейшего ретейлера Новой Зеландии.

## История
- 1949: Компания Progressive Enterprises основана семьёй Пико (англ. Picot Family) в 1949 году.
- 1961: Происходит слияние активов Progressive Enterprises и группы компаний Foodtown Supermarkets Limited. Вклад Progressive Enterprises в уставный капитал равен вкладу всех трёх компаний, образующих Foodtown Supermarkets Limited. Progressive Enterprises становится материнской компанией для Foodtown Supermarkets Limited.
- 1988: В марте 1988 года Progressive Enterprises становится частью австралийской компании Coles Myer[англ.].
- 1992: В апреле 1992 года компания Progressive Enterprises становится публичной компанией и выходит на новозеландскую биржу.
- 1993: В октябре 1993 года Foodland Associated Limited (FAL) выкупает контрольный пакет акций у Coles Myer, а вскоре после этого — все акции её дочерних компаний и снимает Progressive Enterprises с биржи. В результате этого приобретения Progressive Enterprises становится материнской компанией для некоторых брендовых компаний, принадлежащих FAL. Progressive Enterprises становится владельцем розничных сетей: Foodtown Supermarkets, Countdown, 3 Guys, Georgie Pie Restaurants, Rattrays, Supervalue.
- 2002: 17 июня 2002 года Progressive Enterprises Ltd покупает сеть гипермаркетов Woolworths[англ.] в Новой Зеландии у гонконгской компании Dairy Farm Group[англ.]. В розничном бизнесе компании появляются сети гипермаркетов Woolworths, Big Fresh и Price Chopper. Progressive Enterprises Ltd в результате сделки увеличивает свою долю на новозеландском рынке продуктов питания до 45 %.
- 2003: Progressive Enterprises Ltd и Woolworths (NZ) Ltd объединяются.
- 2005: 25 мая 2005 года было объявлено, что компания Woolworths Limited[англ.], один из крупнейших австралийских ретейлеров, собирается приобрести Progressive Enterprises наряду с покупкой 22 магазинов в Австралии. Сделка оценивалась приблизительно в 2,5 миллиарда новозеландских долларов. Официальная передача активов состоялась 24 ноября 2005 года.
- 2006: 25 августа 2006 года сотрудники трёх распределительных центров объявили забастовку[англ.] с целью заключения коллективного договора и увеличения заработной платы. Компания ответила приостановлением работы этих распределительных центров, позволив поставщикам отправлять товар непосредственно в супермаркеты. 21 сентября Progressive Enterprises согласилась повысить заработную плату сотрудникам на 4,5 %[6].
- 2006: Компания получила награду Roger Award[англ.] как «Самая скверная транснациональная корпорация, действующая в Новой Зеландии»[7].
- 2007: 15 августа 2007 года было объявлено, что все молодые и несовершеннолетние сотрудники Progressive Enterprises будут получать заработную плату по ставке для взрослых, что в некоторых случаях означало прибавку в 80 %. Средняя заработная плата повысилась с $9,00 до $13,5.
- 2009: Progressive Enterprises объявила о своём намерении постепенно отказаться от бренда Foodtown. Существующие магазины розничной сети Foodtown в течение 5 лет должны были быть переименованы в Countdown и пройти процедуру ребрендинга[8]. 14 ноября 2011 года последний гипермаркет Foodtown был переименован в Countdown[9].
- 2011: В августе 2011 Progressive Enterprises получила престижную отраслевую награду «TVNZ-NZ Marketing Awards» за объединение розничных сетей и качество супермаркетов Countdown[10][11].

## Розничные сети компании

Логотип розничной сети Countdown, сменившей бренд Foodtown

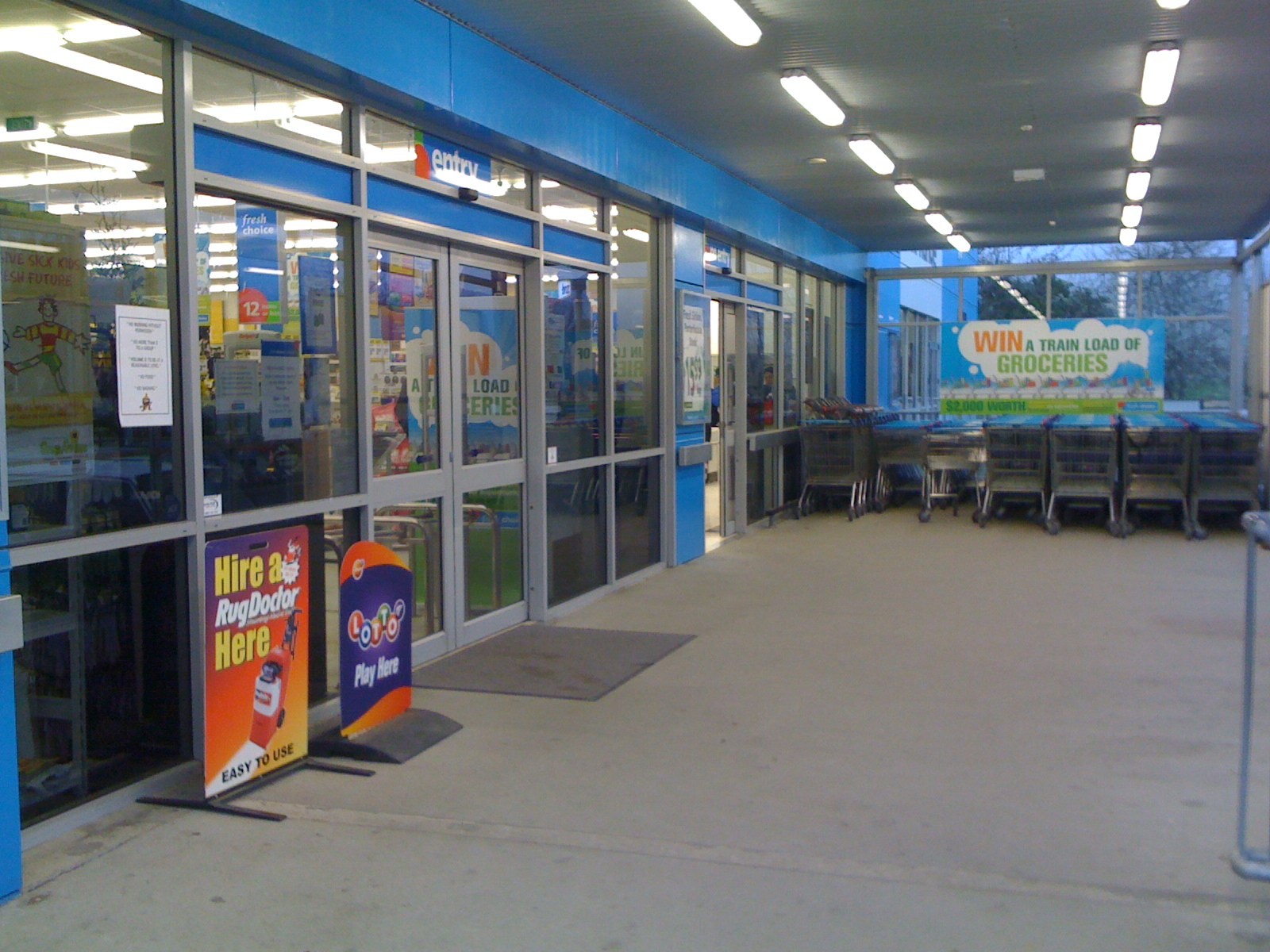
Вход в супермаркет FreshChoice

Progressive Enterprises владеет следующими розничными сетями:
- Countdown: 160 супермаркетов.
- SuperValue[англ.]: 41 супермаркет, работают по франшизе.
- Freshchoice: 16 супермаркетов с широким ассортиментом товаров, работают по франшизе.

Кроме того, компании принадлежит интернет-магазин продуктов питания Countdown.
Розничные сети Woolworths и Foodtown были объединены с сетью Countdown в начале 2012 года.

## Бывшие розничные сети компании
- Gubays
- 3 Guys
- Big Fresh[англ.]
- Price chopper[англ.]
- Georgie Pie
- Foodtown[англ.]
- Woolworths[англ.]

## Продуктовые бренды
- Woolworths Select
- Home Brand
- Signature Range
- Naytura
- Freefrom
- FreshZone

## Бывшие продуктовые бренды
- Basics
- No Frills